# Thomas Ken
Thomas Ken, född i juli 1637, död 19 mars 1711, var biskop av Bath och Wells i Engelska kyrkan samt psalmförfattare.
Tillsammans med sex andra biskopar vägrade Ken acceptera Jakob II:s 1687 utfärdade indulgensförklaringen, varför han blev satt i Towern. Ken frikändes av domstolen, men fick snart nya problem eftersom han vägrade att bryta sin tro- och huldhetsed till Jakob när han avkrävdes en ny ed till Vilhelm av Oranien. Reaktionen på indulgensförklaringen kom att leda till den så kallade edsvägrarschismen och han avsattes därför från sitt biskopsämbete 1691. 
Ken var en framstående predikant och psalmförfattare, där två av de mest kända är Awake, my soul, and with the sun och Glory to Thee, my God, this night.